# Érythrocerque à tête rousse
Erythrocercus mccallii
Espèce
Statut de conservation UICN

 LC  : Préoccupation mineure
L'Érythrocerque à tête rousse (Erythrocercus mccallii) est une espèce de passereaux de la famille des Erythrocercidae.

## Répartition et sous-espèces
Son aire s'étend à travers l'Afrique équatoriale.
Selon la classification de référence du Congrès ornithologique international (14.2, 2024) :
- E. m. nigeriae Bannerman, 1920 — ouest du Dahomey Gap
- E. m. mccallii (Cassin, 1855) — est du Dahomey Gap
- E. m. congicus Ogilvie-Grant, 1907 — est de la RDC et ouest de l'Ouganda